# Премия Александра Солженицына

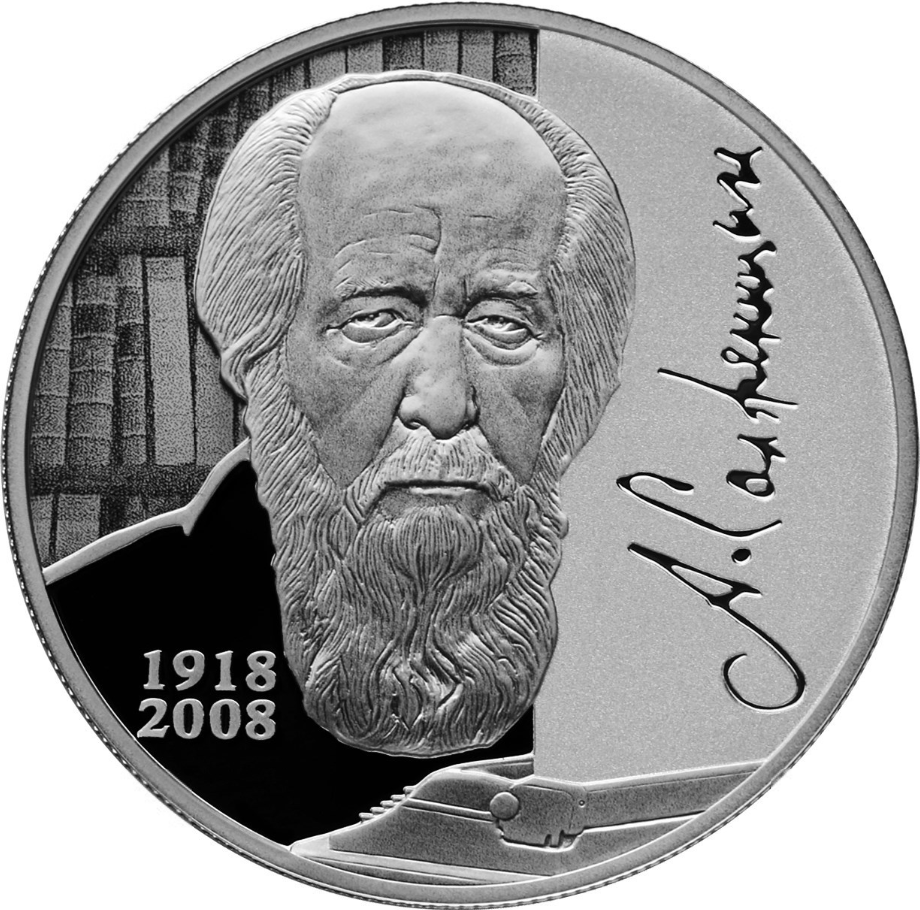
Памятная серебряная монета 2018 года

Литерату́рная пре́мия Алекса́ндра Солжени́цына (неофициально — Солженицынская премия) — литературная премия, учреждённая для награждения писателей, живущих в России и пишущих на русском языке, за произведения, созданные и опубликованные в послереволюционный период. В исключительных случаях премия может быть присуждена авторам посмертно. Вручается с 1998 года.
Премия задумана А. И. Солженицыным в 1978 году. Задача её была им сформулирована так: «Не пропустим достойных, не наградим пустых». Денежная сумма премии 25 000 долларов США.
Издательство «Русский Мир» издаёт работы лауреатов в книжной серии «Литературная премия Александра Солженицына».

## Положение о вручении
Премией награждаются писатели, чьё творчество обладает высокими художественными достоинствами, способствует самопознанию России, вносит значительный вклад в сохранение и бережное развитие традиций отечественной литературы.
Премия присуждается ежегодно за произведения, написанные в одном из основных родов словесности: проза, поэзия, драматургия, литературная критика и литературоведение. Ни один из них не считается приоритетным; при присуждении премии не проводится ни принцип очерёдности, ни принцип ротации родов словесности.
Премия может быть присуждена за роман, повесть или совокупность рассказов; книгу или цикл стихов; пьесу; совокупность статей или исследование.
Лауреатом премии автор может стать только один раз. Получение иной литературной премии не препятствует присуждению автору данной премии. Автор, однажды выдвигавшийся на соискание премии, но не получивший её, может быть выдвинут повторно.
В случае, если премия присуждается автору посмертно, денежная сумма премии будет использована, согласно решению Жюри, для нового издания сочинений автора и/или увековечения его памяти (создание мемориального музея, открытие мемориальной доски и т. п.).
В исключительных случаях премия может быть поделена между двумя кандидатами.

Лауреаты премии прошлых лет получают право выдвижения кандидатов.
Финансовое обеспечение премии осуществляется Русским Общественным Фондом Александра Солженицына.
А. И. Солженицын основал этот Фонд в 1974 году, сразу после своего изгнания из страны, и передал ему все мировые гонорары за «Архипелаг ГУЛАГ». С тех пор Фонд оказывал систематическую помощь жертвам ГУЛАГа, а также финансировал проекты, связанные с сохранением русской культуры. Денежная сумма премии 25000 долларов США.
Объявление имени лауреата данного года происходит на первой неделе марта. Церемония вручения премии происходит на последней неделе апреля.
Церемония вручения премии происходит в помещении Дома Русского зарубежья (Москва, ул. Нижняя Радищевская, д. 2) и включает Слово лауреата.

В 2001 году в положение было внесено дополнение о том, что к рассмотрению будут допущены труды по русской истории, русской государственности, философской и общественной мысли, а также значимые действующие культурные проекты.

## Состав жюри
- Наталья Солженицына, президент Фонда;
- Людмила Сараскина, литературовед;
- Павел Басинский, литературный критик;
- Борис Любимов, театровед (с 2006 года);
- Виктор Москвин, директор Дома русского зарубежья, издатель (с 2009 года)

В первоначальный состав входили:
- Александр Солженицын (ум. 2008);
- Никита Струве (Париж), профессор литературы, издатель (ум. 2016);
- Валентин Непомнящий, литературовед (ум. 2020).

## Лауреаты
| 1998 | Владимир Топоров, филолог — «за исследования энциклопедического охвата в области русской духовной культуры, отечественной и мировой литературы, соединяющие тонкость специального анализа с объёмностью человеческого содержания; за плодотворный опыт служения филологии национальному самопознанию в свете христианской традиции». |
| 1999 | Инна Лиснянская, поэтесса — «за прозрачную глубину стихотворного русского слова и многолетне явленную в нём поэзию сострадания». |
| 2000 | Валентин Распутин, прозаик — «за пронзительное выражение поэзии и трагедии народной жизни, в сращённости с русской природой и речью; душевность и целомудрие в воскрешении добрых начал». |
| 2001 | Константин Воробьёв (посмертно) и Евгений Носов, прозаики — «чьи произведения в полновесной правде явили трагическое начало Великой Отечественной войны, её ход, её последствия для русской деревни и позднюю горечь пренебрежённых ветеранов». |
| 2002 | Александр Панарин, философ — «за книги „Реванш истории“ (1998) и „Искушение глобализмом“ (2000) с их глубоким осмыслением нового мирового порядка, места в нём России и её ценностного самостояния»; Леонид Бородин, прозаик — «за творчество, в котором испытания российской жизни переданы с редкой нравственной чистотой и чувством трагизма; за последовательное мужество в поисках правды».                                                                                           |
| 2003 | Ольга Седакова и Юрий Кублановский — поэты: первая «за отважное устремление простым лирическим словом передать таинственность бытия; за тонкость и глубину филологических и религиозно-философских эссе», второй — «за языковое и метафорическое богатство стиха, пронизанного болью русской судьбы; за нравственную точность публицистического слова». |
| 2004 | Владимир Бортко, кинорежиссёр — «за вдохновенное кинопрочтение романа Достоевского „Идиот“, вызвавшее народный отклик и воссоединившее современного читателя с русской классической литературой в её нравственном служении»; Евгений Миронов, актёр — «за проникновенное воплощение образа князя Мышкина на экране, дающее новый импульс постижению христианских ценностей русской литературной классики».                                                                                 |
| 2005 | Игорь Золотусский, критик — «за масштабность художественно-критических исследований современной словесности и глубинное постижение гения и судьбы Гоголя; за верность, в независимом поиске, традициям и нравственному достоинству русской литературы». |
| 2006 | Алексей Варламов, прозаик — «за тонкое отслеживание в художественной прозе силы и хрупкости человеческой души, её судьбы в современном мире; за осмысление путей русской литературы XX века в жанре писательских биографий». |
| 2007 | Сергей Бочаров, литературовед — «за филологическое совершенство и артистизм в исследовании путей русской литературы; за отстаивание в научной прозе понимания слова как ключевой человеческой ценности», и академик; Андрей Зализняк, лингвист — «за фундаментальные достижения в изучении русского языка, дешифровку древнерусских текстов; за филигранное лингвистическое исследование первоисточника русской поэзии „Слова о полку Игореве“, убедительно доказывающее его подлинность». |
| 2008 | Борис Екимов, писатель, «за остроту и боль в описании потерянного состояния русской провинции и отражение неистребимого достоинства скромного человека; за бьющий в прозе писателя источник живого народного языка». |
| 2009 | Виктор Астафьев (посмертно), писатель, «писателю мирового масштаба, бесстрашному солдату литературы, искавшему свет и добро в изувеченных судьбах природы и человека». Впервые премия была присуждена жюри, в котором не было самого А. И. Солженицына. |
| 2010 | Валентин Янин, историк и археолог, «за выдающиеся археологические и исторические открытия, перевернувшие представления о нашей ранней истории и человеке Древней Руси». |
| 2011 | Елена Чуковская, литературовед, «за подвижнический труд по сохранению и изданию богатейшего наследия семьи Чуковских; за отважную помощь отечественной литературе в тяжёлые и опасные моменты её истории». |
| 2012 | Олег Павлов, писатель, «за исповедальную прозу, проникнутую поэтической силой и состраданием; за художественные и философские поиски смысла существования человека в пограничных обстоятельствах». |
| 2013 | Максим Амелин, поэт, «за новаторские опыты, раздвигающие границы и возможности лирической поэзии, за развитие многообразных традиций русского стиха и за обширную просветительскую деятельность во благо изящной словесности». |
| 2014 | Ирина Роднянская, литературный критик, «за преданное служение отечественной словесности в её поисках красоты и правды, за требовательное и отзывчивое внимание к движению общественной мысли на фоне времени». |
| 2015 | Сергей Женовач, театральный режиссёр, «за преданное служение русскому театру и вдохновенный перевод на язык сцены сокровищ мировой литературной классики; за воспитание зрителей в духе требовательной любви к театру и книге». |
| 2016 | Григорий Кружков, поэт, эссеист, переводчик поэзии, «за энергию поэтического слова, способность постичь вселенную Шекспира и сделать мир англоязычной лирики достоянием русской стихотворной стихии; за филологическое мышление, прозревающее духовные смыслы межязыковых и межкультурных связей». |
| 2017 | Владимир Енишерлов, литературный критик, «за тридцатилетнее руководство журналом „Наше наследие“ со дня его основания; за огромную культурную и просветительскую работу по разысканию и изданию забытых произведений русской словесности и философской мысли; за высококлассные экспертные усилия в деле спасения и сохранения музеев, исторических, архитектурных и природных памятников».                                                                                                |
| 2018 | Сергей Любаев, художник, «за преданную любовь к литературной классике и её конгениальное книжное оформление, за богатейший изобразительный язык, превращающий книгу в дизайнерский шедевр»; Виктор Бритвин, художник, «за выдающиеся по качеству и выразительности иллюстрации к сказкам и мифам народов мира; за глубокое и взволнованное прочтение русской лагерной прозы взглядом художника-графика».                                                                                   |
| 2019 | Евгений Водолазкин, писатель, «за органичное соединение глубинных традиций русской духовной и психологической прозы с высокой филологической культурой; за вдохновенный стиль художественного письма». |
| 2020 | Наталья Михайлова, «за вдохновенное служение гению русской поэзии Александру Сергеевичу Пушкину; за создание музея Василия Львовича Пушкина»; Сергей Некрасов, «за многолетнее подвижничество на ниве русской культуры; за создание музея Гавриила Романовича Державина». |
| 2021 | Премия не присуждалась. |
| 2022 | Аза Тахо-Годи, филолог-классик, переводчик, философ, «за высокое научное и педагогическое мастерство в исследовании античной эстетики и литературы, за подвижнический труд по сохранению наследия великого русского философа и созданию Дома А. Ф. Лосева». |
| 2023 | Премия не присуждалась. |
| 2024 | Андрей Немзер (посмертно), историк литературы, литературный критик, «за сердечную преданность в служении русской литературе и страстную защиту ее нравственных и эстетических основ; высокий профессионализм в научной, литературно-критической и педагогической работе на ниве отечественной словесности в ее двухвековом измерении». |
| 2025 | Василий Бочкарёв, актер, «за творческое развитие традиций русского психологического театра, талантливое воплощение образов русской и мировой драматургии; за виртуозное владение словесным и интонационным богатством сценической речи». |